# Phalotris punctatus
Espèce
Synonymes
- Elapomorphus punctatus De Lema, 1979

Phalotris punctatus  est une espèce de serpents de la famille des Dipsadidae.

## Répartition
Cette espèce est endémique d'Argentine. Elle se rencontre dans les provinces de Salta de Misiones et de Córdoba.

## Publication originale
- De Lema, 1979 : Elapomorphus punctatus, nova especie de Colubridae para a Argentina (Ophidia). Revista Brasileira De Biologia, vol. 39, no 4, p. 835-853.